# Dominikanerinnen von Bethanien
Die Dominikanerinnen von Bethanien sind eine katholische Ordensgemeinschaft. Sie  wurde 1866 von dem Dominikaner-Pater Johannes Josef Lataste gemeinsam mit Mutter Henri-Dominique gegründet, um Frauen mit belasteter Vergangenheit, insbesondere jenen, die aus dem Gefängnis kommen, das Ordensleben als vollwertige Ordensfrauen zu ermöglichen.

## Entstehung
Als Gefängnisseelsorger im Frauenzuchthaus in Cadillac wurde Pater Lataste mit dem Umstand konfrontiert, dass sich viele der Frauen im Gefängnis bekehrt hatten, ihnen nach ihrer Haftentlassung jedoch alle Türen verschlossen blieben. Dies galt ganz besonders für den Weg ins Ordensleben; diese Frauen durften höchstens betreut von Ordensfrauen den Rest ihres Lebens als fromme Büßerinnen verbringen. Pater Lataste wollte mit der Rehabilitation, die diese Frauen seiner Meinung nach von Gott her empfangen hatten, auch in der Welt Ernst machen. 

## Name
Um die Vorurteile der Gesellschaft gegenüber jenen Frauen zu überwinden, bedurfte es einiger Frauen mit unbescholtener Vergangenheit, die sich mit diesen Haftentlassenen verwechselbar machten. Das Vorbild für solch eine rehabilitierende Lebensgemeinschaft sah der Gründer in einem biblischen Schwesternpaar, Maria und Martha, wohnhaft in Bethanien. Die Exegese seiner Zeit sah in dieser Maria von Bethanien die stadtbekannte Sünderin, die nach der Begegnung mit Jesus wieder ein ehrbares Leben führte. Für Pater Lataste war klar, dass sie nach ihrer Bekehrung zu ihrer geachteten Schwester zurückkehrte und dort mit ihr lebte. Ebenso sollten die Frauen in der Gemeinschaft, die er gründen wollte, miteinander leben, darum wählte er den Namen Dominikanerinnen von Bethanien.

## Ausprägungen
Heute gibt es zwei Ausprägungen dieser katholischen Ordensgemeinschaft. Der Ursprung der Gemeinschaft liegt in Frankreich, dieser Zweig lebt kontemplativ (d. h. ganz dem Gebetsleben geweiht). Mit Ausbruch des Ersten Weltkrieges mussten alle deutschen Frauen der Gemeinschaft aus Frankreich fliehen. Sie machten sich auf den Weg zu einem befreundeten Dominikaner in den Niederlanden, nahe der deutsch-niederländischen Grenze. Durch die Kriegswirren bedingt riss der Kontakt zur Gemeinschaft in Frankreich ab. So kam es zur Entstehung einer zweiten, eigenständigen Gemeinschaft in den Niederlanden. Diese Gemeinschaft ist apostolisch tätig, besonders wichtig sind die Gefängnisarbeit und die Kinderdorfarbeit. In Deutschland gibt es drei Bethanien Kinder- und Jugenddörfer: Schwalmtal am Niederrhein, Bergisch Gladbach bei Köln und Eltville im Rheingau. Eine der Schwestern in Schwalmtal ist Sr. Jordana Schmidt. 
1995 eröffnete der niederländisch-deutsche Zweig eine Niederlassung im Stadtteil Bieriņi von Riga (Lettland). Sie bestand bis 2023.
Heute pflegen beide Gemeinschaften engen Kontakt miteinander. Sie haben am 3. Juni 2012 gemeinsam die Seligsprechung von Pater Lataste gefeiert und am 14. August 2016 das 150-jährige Jubiläum des Gründungstages in Frankreich. Der deutsche Gründungstag ist der 14. September 1914. Um Verwirrungen zu vermeiden, einigten sie sich darauf, von den Dominikanerinnen von Bethanien-Montferrand und von den Dominikanerinnen von Bethanien-Venlo zu sprechen.